# Nicolae Grigorescu
Pour les articles homonymes, voir Grigorescu.
Nicolae Grigorescu (15 mai 1838 – 24 juillet 1907) est considéré comme le plus grand peintre roumain. Il était membre de l'Académie roumaine.

## Biographie

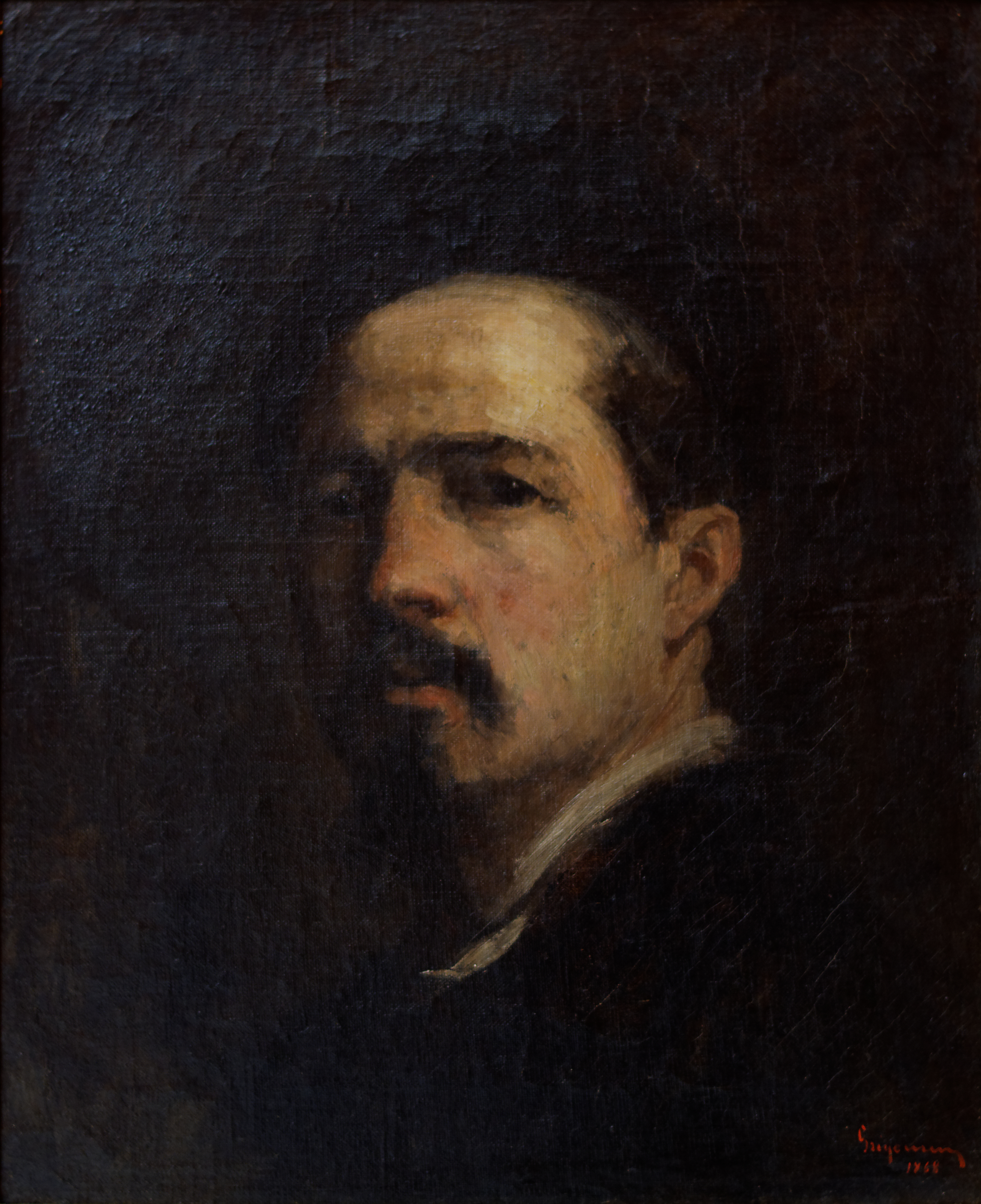
Autoportrait, 1868

Le 15 mai 1838, N. Grigorescu naît dans le village de Văcărești de Răstoacă, dans le județ de Dâmbovița.
À la suite du décès de son père en 1843, il part s’installer avec sa mère et ses frères dans la banlieue de Bucarest.
Contraint de subvenir aux besoins de sa famille, il peint des icônes qu'il vend sur les marchés.
En 1853, il se fait remarquer par la princesse Cleopatra Ghika-Trubetzkoi qui lui demande de peindre son église du Monastère de Baïcoï. À la suite de cette commande prestigieuse, il gagne en notoriété et en reçoit de nombreuses autres dont celle pour le Monastère de Căldărusani (1854-1856) ainsi que des peintures murales pour les églises des monastères Zamfira (1856-1857) et Agapia (1858-1861) dans un style encore académique. Durant neuf ans, il se consacre ainsi à la peinture sacrée. Parallèlement il poursuit son apprentissage dans l’atelier du peintre tchèque Anton Chladek (1794-1882).
Alors qu’il termine le chantier d'Agapia, le politicien Mihail Kogălniceanu le remarque et lui offre une bourse pour étudier à l’Académie des Beaux-Arts de Paris. Dès lors, il renonce à la peinture religieuse pour se consacrer à la peinture de chevalet et s’inscrit dans l’atelier de Charles Gleyre (1806-1874) où il fait la rencontre d’Auguste Renoir (1841-1919). Il en profite pour aller copier au Louvre les toiles des grands maîtres.
En 1863, il rejoint l’École de Barbizon à l'auberge du père Ganne près de Fontainebleau. Il s’initie à la peinture de plein air dans les forêts voisines, auprès des grands maîtres de cette école comme Jean-François Millet (1814-1875), Charles-François Daubigny (1817-1878) ou Jean-Baptiste-Camille Corot (1796-1875). À leur contact, il allège sa palette et opte pour une touche à la fois abrégée et synthétique, par larges coups de brosse visibles tout en affirmant déjà sa prédilection pour des thèmes et un rendu réalistes, à la fois construit et spontané. 
La rencontre de Georges de Bellio, mécène des impressionnistes, l'initie aux styles de Monet, Renoir ou Sisley. Sa palette gagne encore en luminosité, mais il conserve son goût pour la paysannerie et un réalisme direct. 

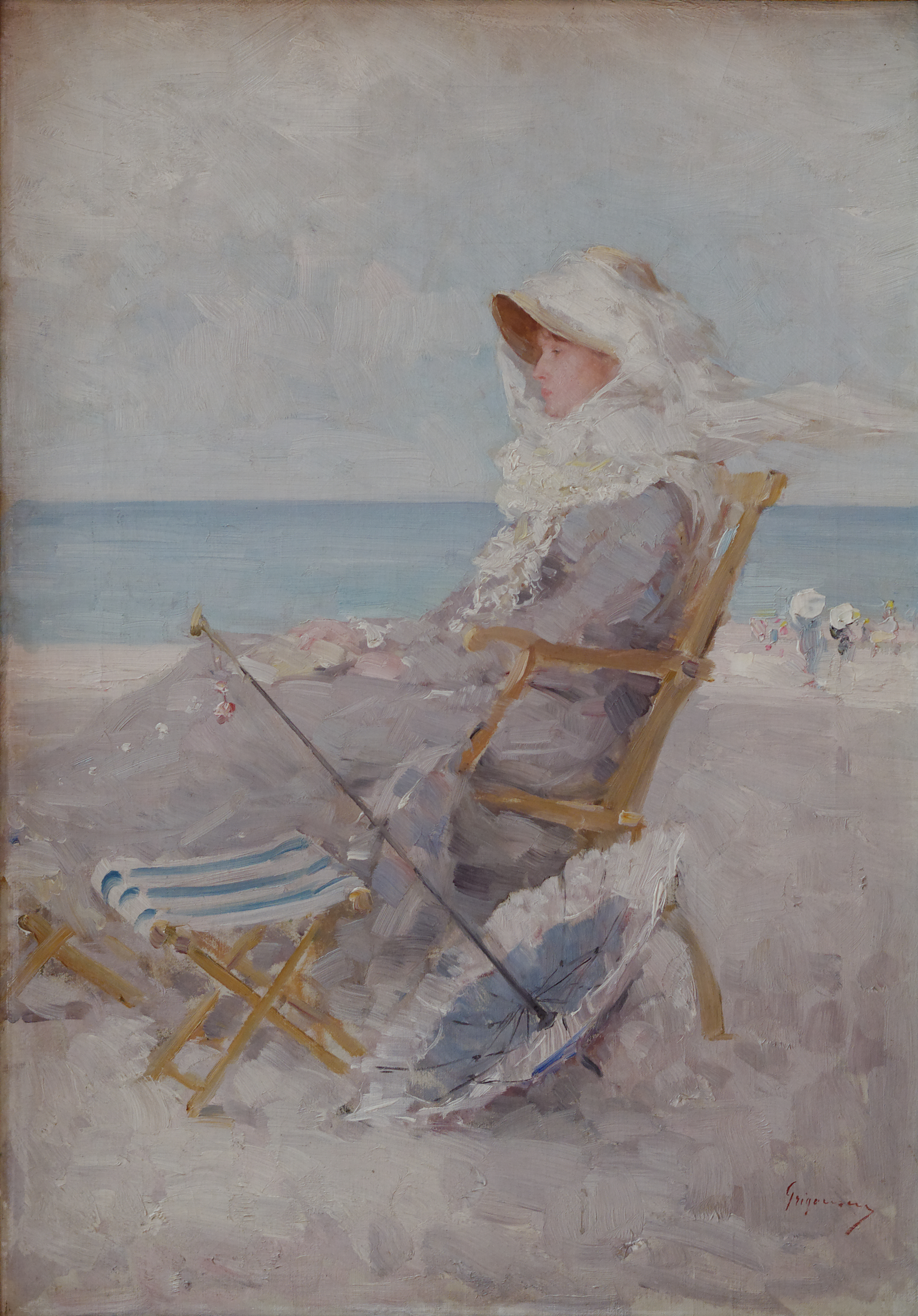
Au bord de la mer, 1881-1882

En 1873-1874, il voyage en Italie (Rome, Naples, Pompéi), en Grèce, en Turquie, à Vienne, en Moldavie où il peint les paysans, son thème favori. 
Pendant la guerre d'indépendance de 1877, il devient « peintre de guerre » en Roumanie et réalise le Cycle de la campagne en plus des dessins et croquis de scènes de combat. 
De 1879 à 1890, il travaille surtout à Paris et va peindre à Vitré en Bretagne.
De retour en Roumanie (à Câmpina), il expose plusieurs fois à l'Athénée roumain entre 1891 et 1904. En 1899, il est nommé membre honoraire de l'Académie roumaine. Pendant cette dernière période, il se consacre surtout au portrait et peint des visages remarquablement expressifs et baignés de lumière sur un fond sombre.
Premier peintre roumain adepte de la peinture de plein air et fondateur de la peinture moderne en Roumanie, il a influencé des peintres comme Ion Andreescu (son condisciple à Fontainebleau) et Ștefan Luchian.

## Œuvres

### Thèmes

#### Le village roumain
Fils de paysan, Grigorescu ne dément pas son origine, les paysans étant les figures les plus représentatives de son œuvre. Même si un étranger n'a jamais visité la campagne roumaine, il peut la connaître très bien s'il regarde ses tableaux. Son œuvre est un miroir du village roumain : il présente toutes ses activités et ses héros humains ou non. Mais les plus beaux sont les portraits des habitants au visage serein.
Il y a des portraits : d'intérieur, tels Paysanne au foulard (1885), Paysanne tissant (1864 - 1869), Jeune fille au fichu blanc, Paysanne joyeuse; des peintures d'extérieur, dans le paysage bucolique roumain, tels Printemps (1881), Bergère, L'Attente, Paysanne assise sur l'herbe. Les filles surprises à l'extérieur sont toujours très gaies.
Les femmes sont en général brunes aux lèvres humides, l'accent est mis sur le visage presque dans tous les tableaux car le corps est souvent flou. Elles ont des activités ancestrales : elles tissent, font pâturer les moutons, apportent à la maison de l'eau prise à la fontaine (Paysanne dans sa maison (1870 - 1872), Jeune femme à la quenouille, Vieille femme filant).
Mais il y a aussi d'autres personnages du village roumain, comme le paysan en contemplation (Paysan assis devant sa maison), le berger (Jeune berger, Jeune berger au chien (1902), Le berger et son troupeau) et celui surpris en labourant (Paysan bêchant) et les animaux (Troupeau à la rivière, Chariot à bœufs qui connaît beaucoup de variantes). Il a aussi remarquablement présenté des coins de nature ou du village - Le chadouf, A la lisière de la forêt, Paysage (Pommier fleuri), Maison paysanne, Paysage aux meules de foin, Foire. 

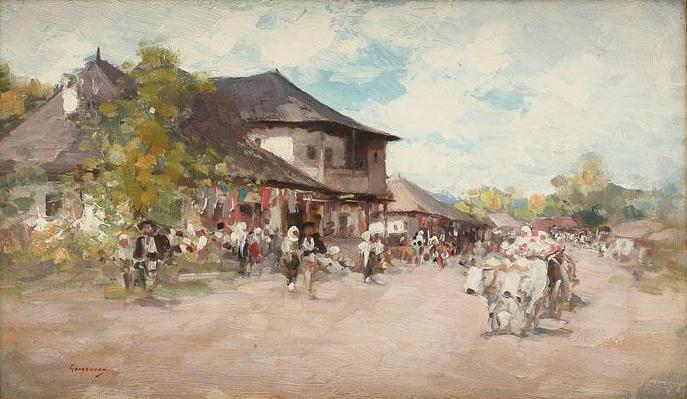
Carciuma la Rucar
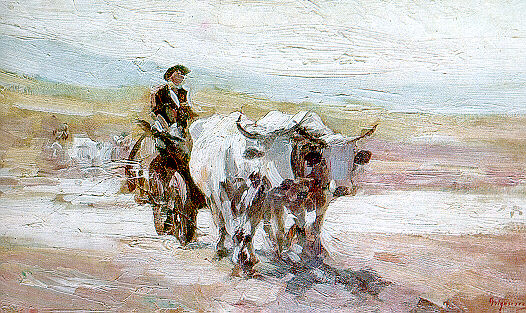
Car cu boi
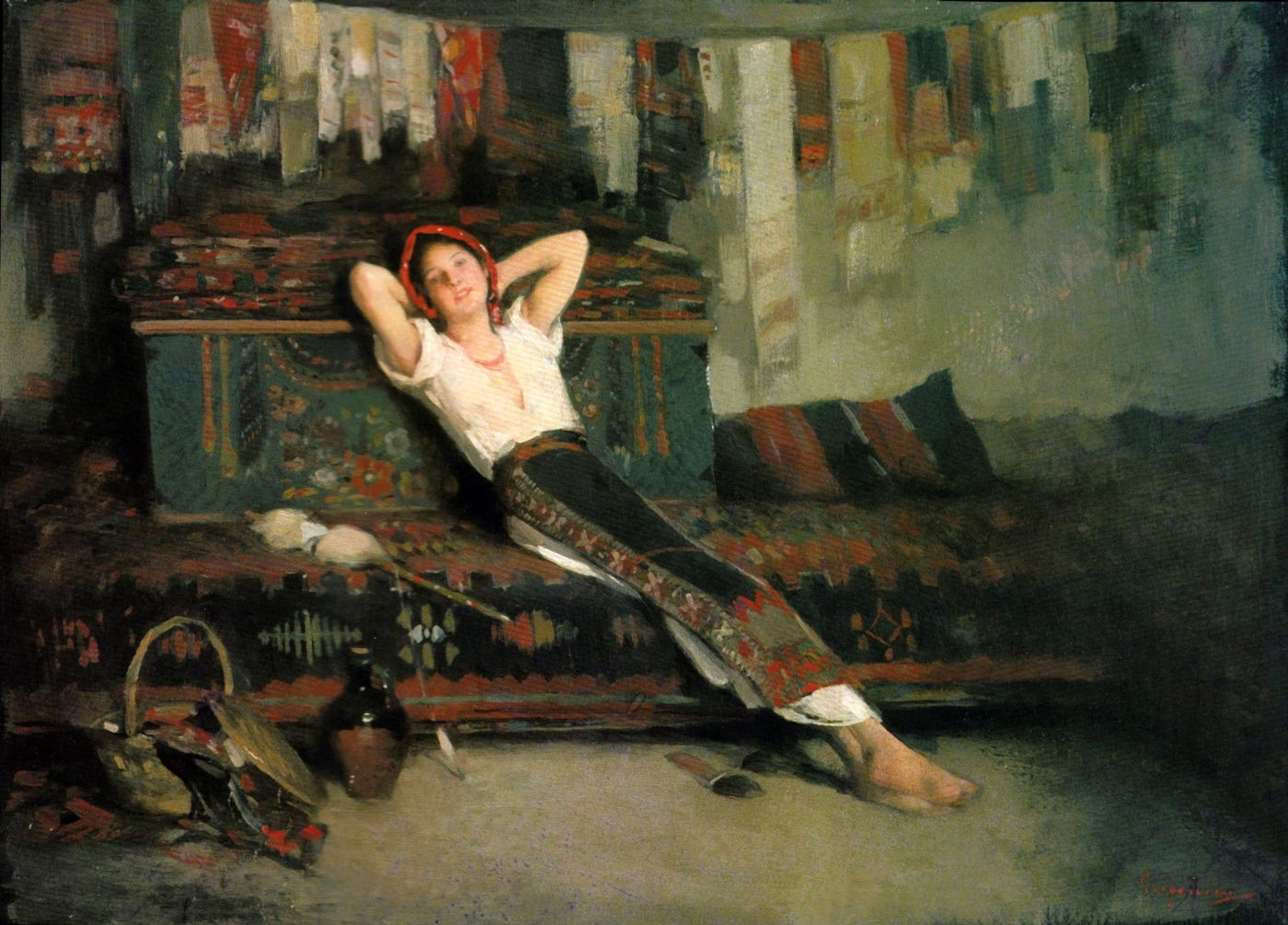
Fata cu zestrea ei
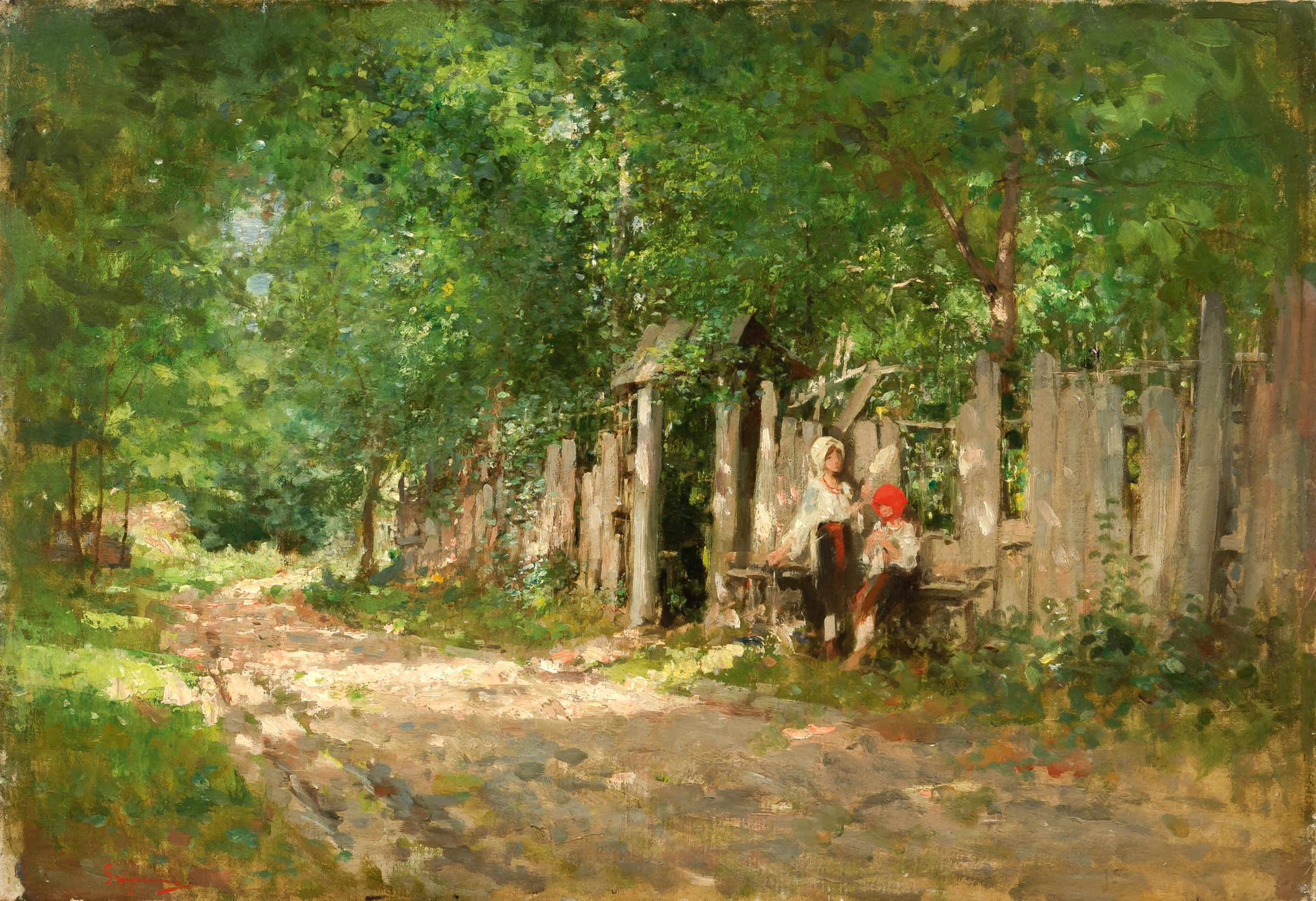
Fete lucrand la poarta
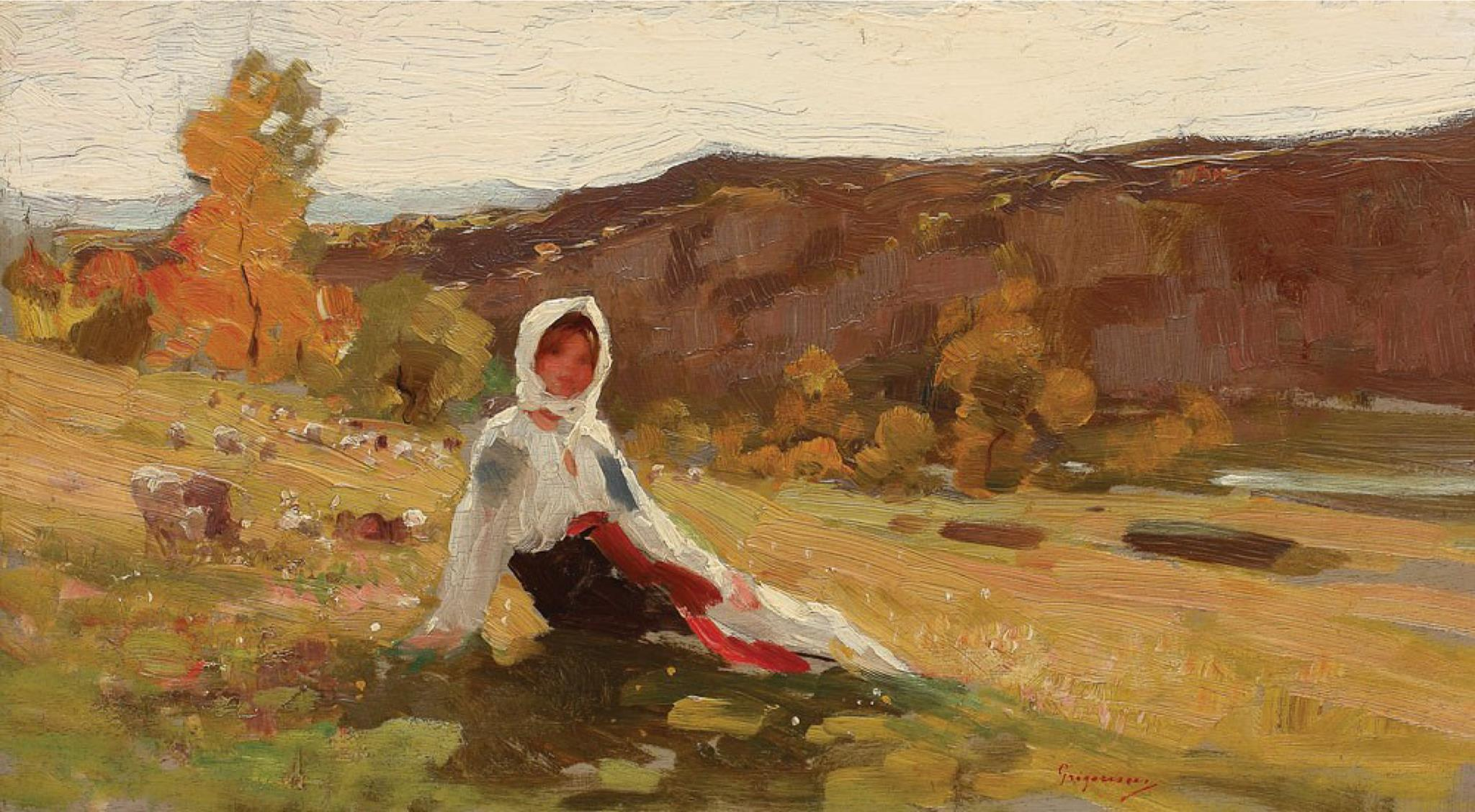
Păstoriță
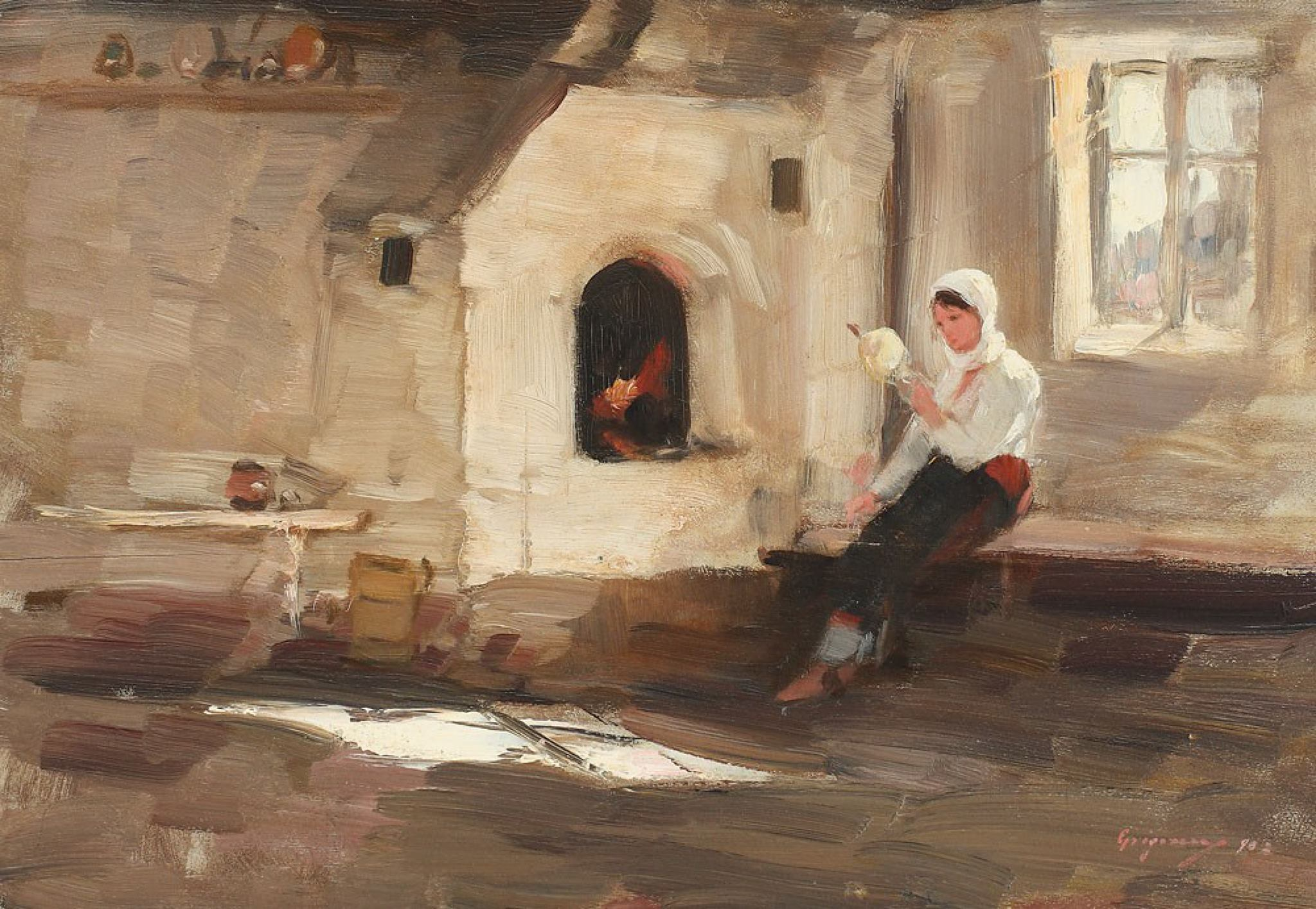
Vatră la Rucăr

#### La religion
Bien que le village roumain soit son point central d'intérêt, Grigorescu a abordé aussi d'autres sujets, comme la religion. En réalité c'est une ébauche pour la préparation de la main du grand maître des paysans de plus tard, car il a abordé ce sujet au début de sa carrière. Il a peint des icônes pour divers monastères - Băicoi, Zamfira - et le plus fameux, Agapia, où il y a un musée consacré à son œuvre pour éviter la destruction des tableaux et des fresques dans l'église. Ainsi, ils sont mieux protégés. 

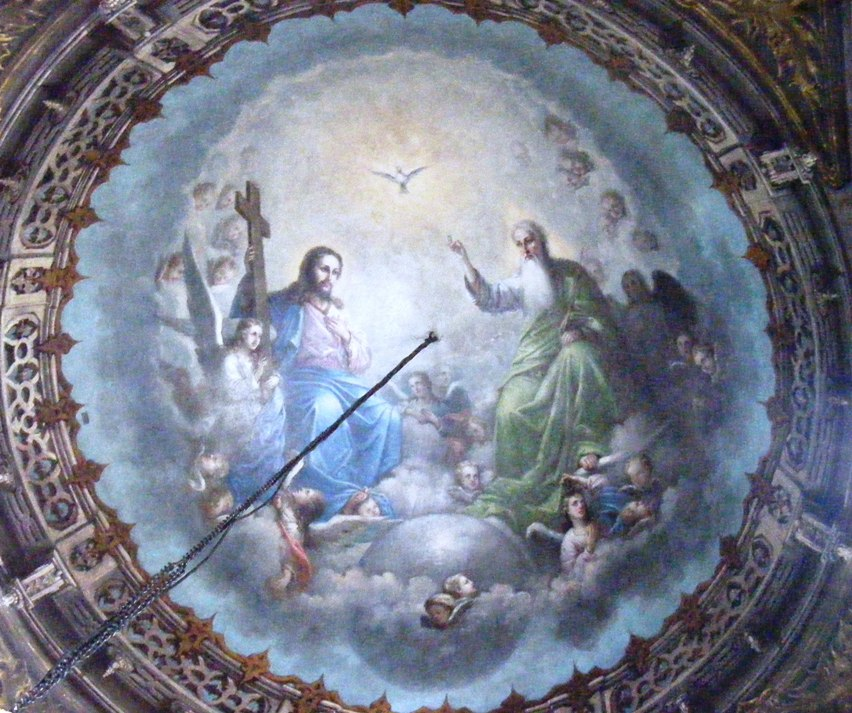
Sfanta Treime, peinture murale pour le monastère Agapia
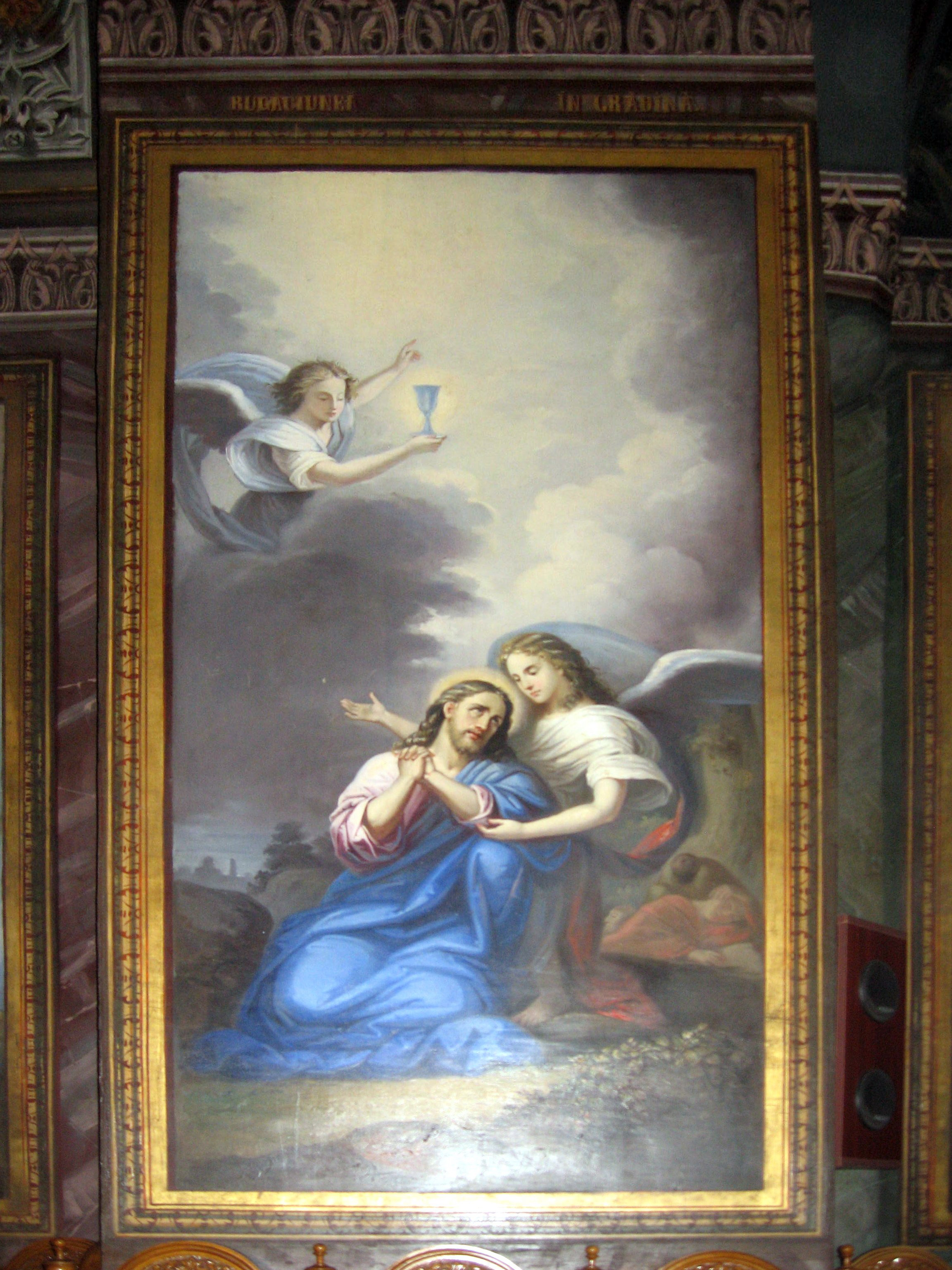
Monastère Agapia
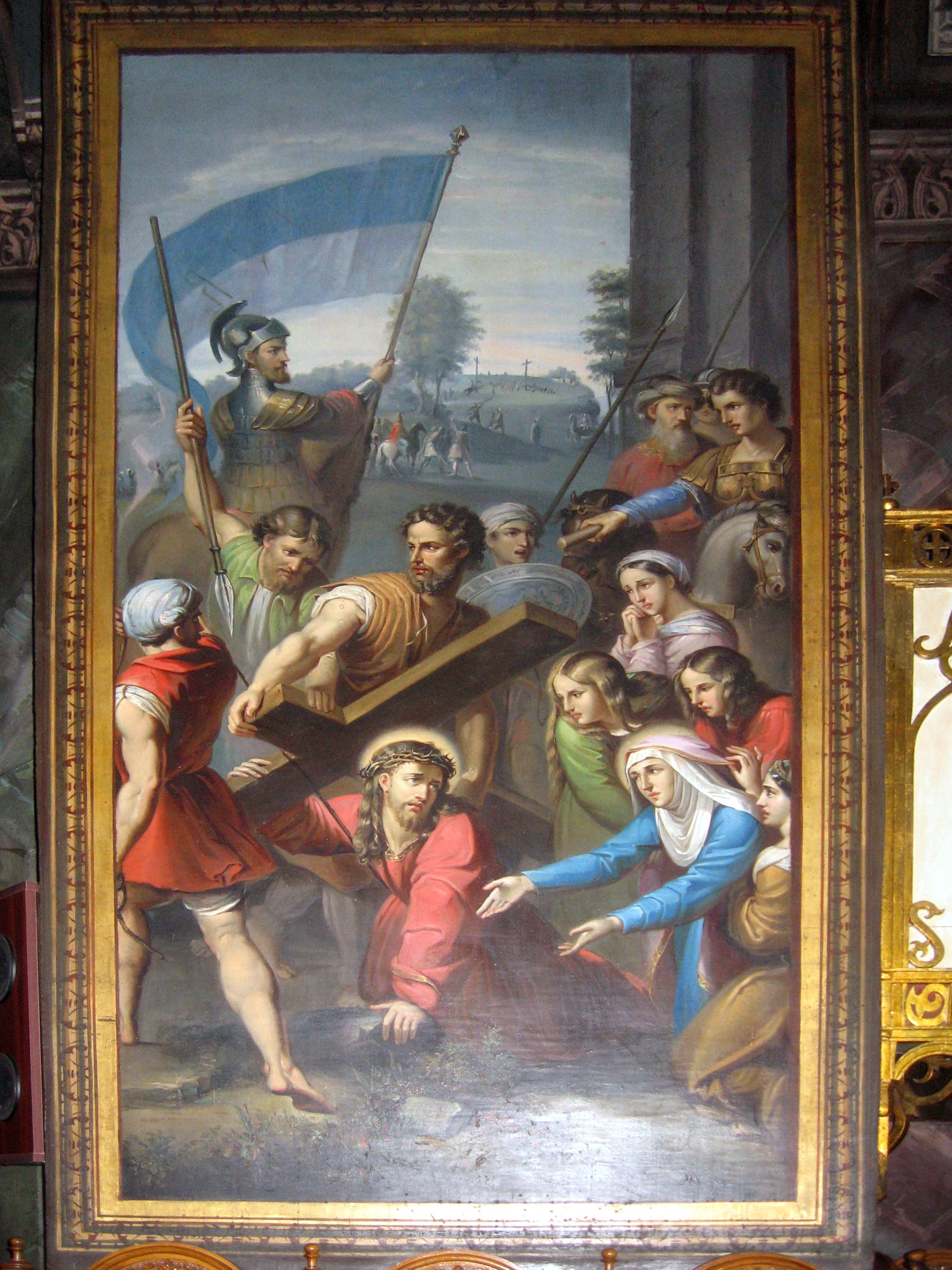
Monastère Agapia

#### La France
Un autre motif d'inspiration a été la France ; comme les impressionnistes alors à la mode, il s'est laissé fasciner par la beauté de Barbizon (Paysanne gardant ses vaches à Barbizon) ou par la forêt de Fontainebleau (Dans la forêt de Fontainebleau, 1864 - 1868) et aussi par les côtes bretonnes et l'océan (Rue à Vitré, Intérieur à Vitré, 1876 - 1885, Le mendiant breton, Paysanne française dans le vignoble, Au bord de l'océan, La Pêcheuse de Grandville).

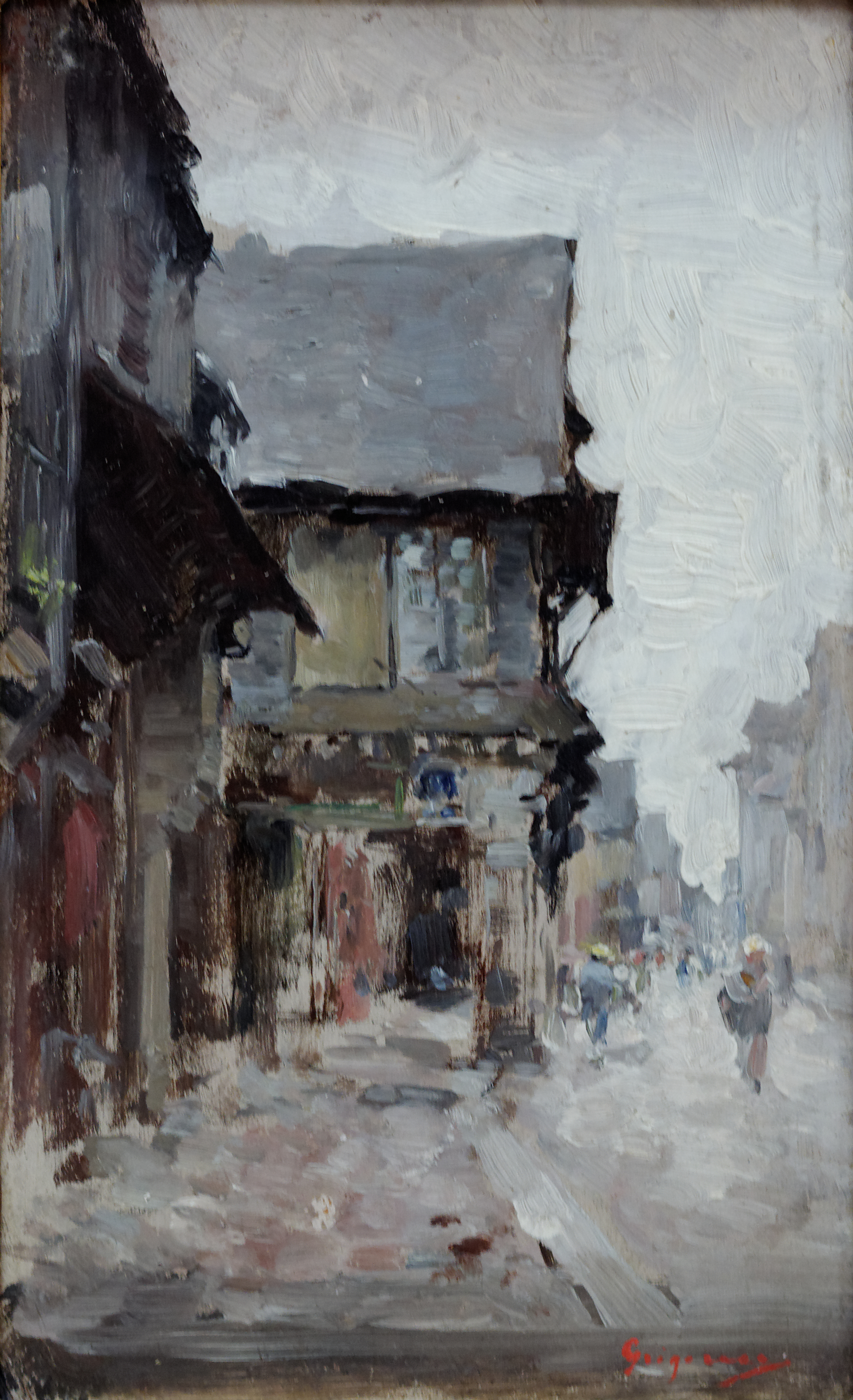
Maisons à Vitré, 1878-1887
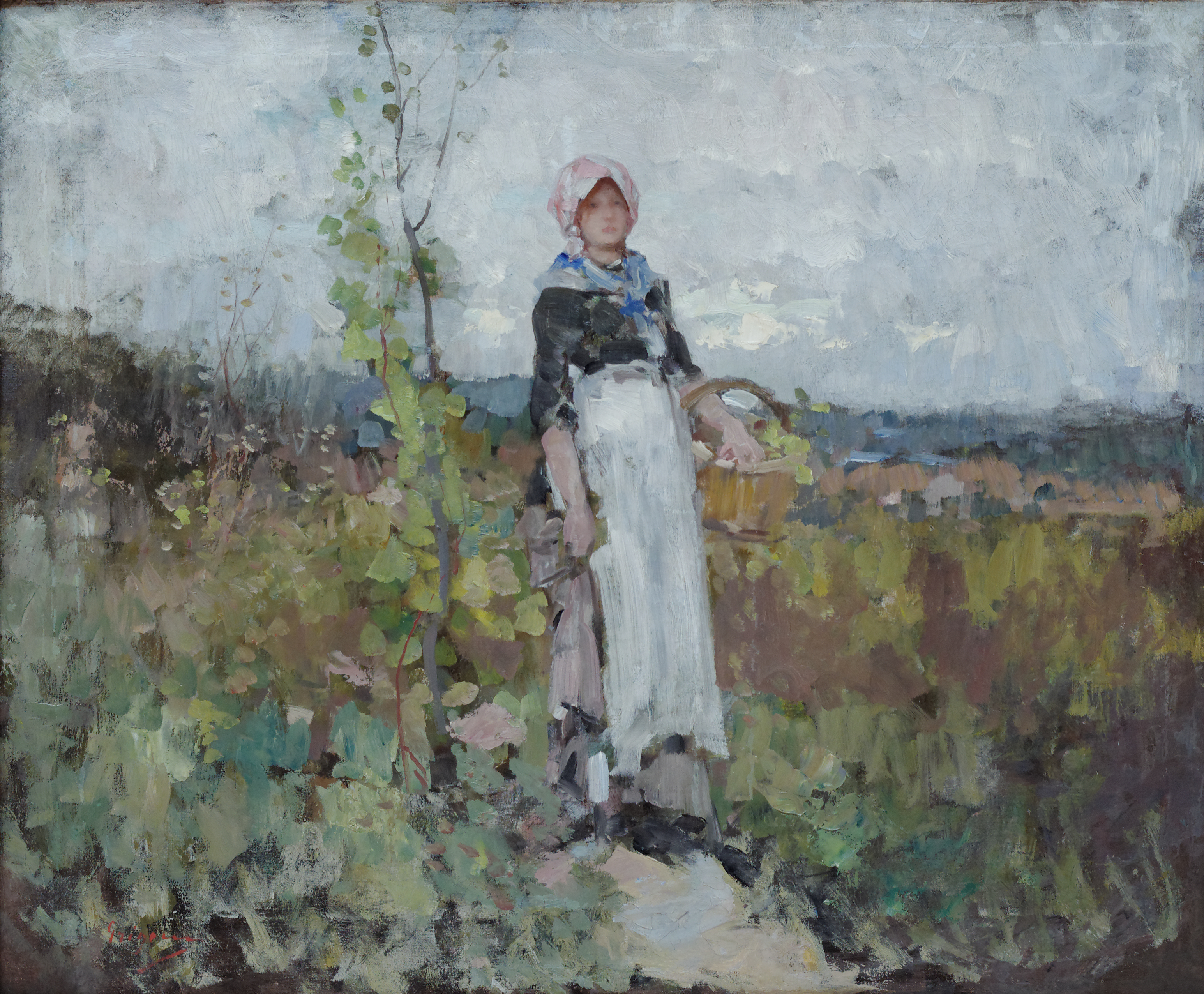
Jeune vigneronne française, 1876-1886
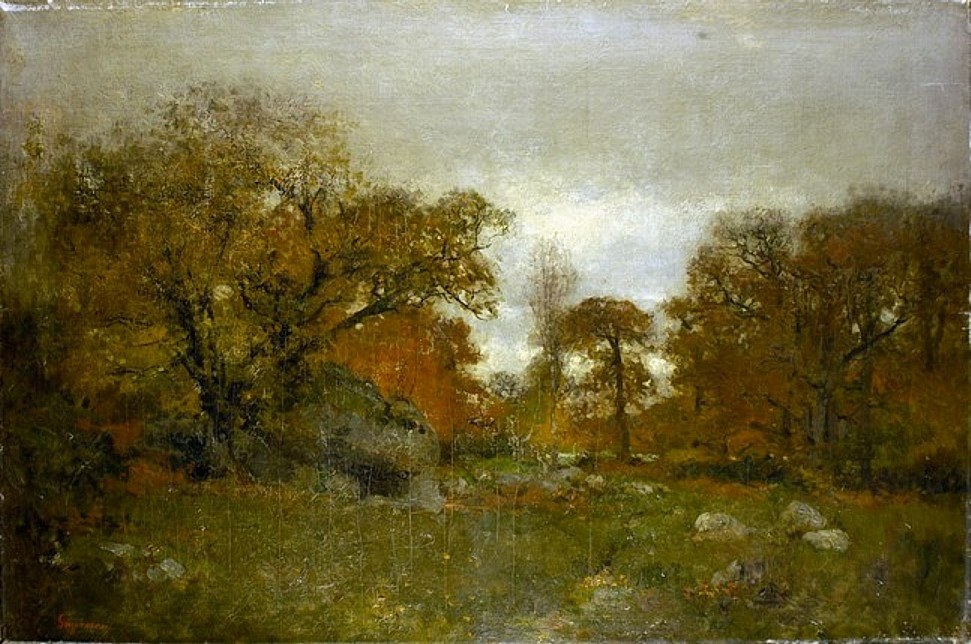
Toamna la Fontainebleau, 1866-1869
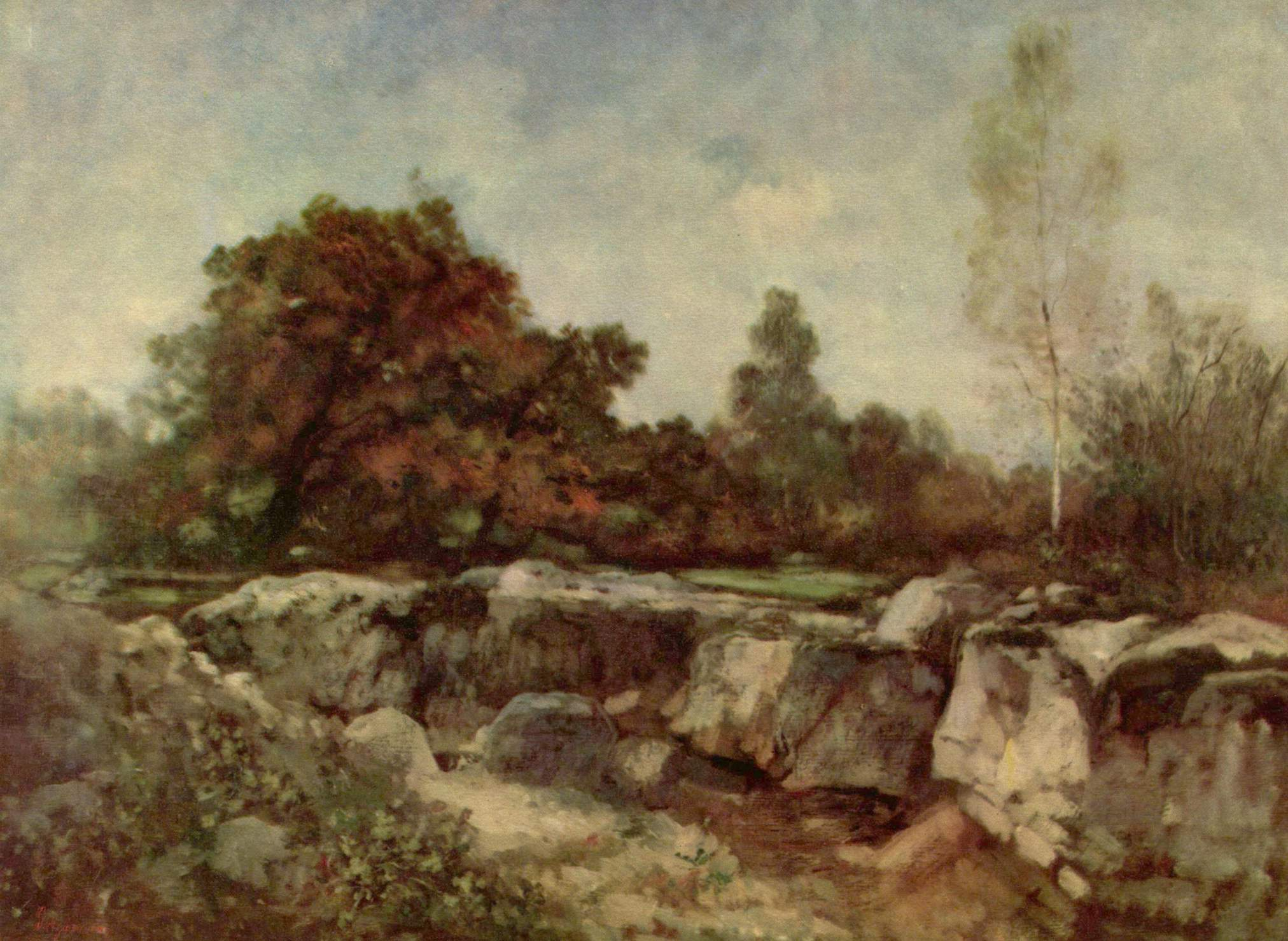
Forêt de Fontainebleau

#### La guerre
Il a été aussi le peintre de la guerre car il a participé en 1877 à la Guerre d'Indépendance ; ses toiles sont des témoignages de la lutte du peuple roumain pour la libération (L'Espion (1877), L'Attaque de Smardan (1885), Les Artilleurs, (1877 - 1878). 

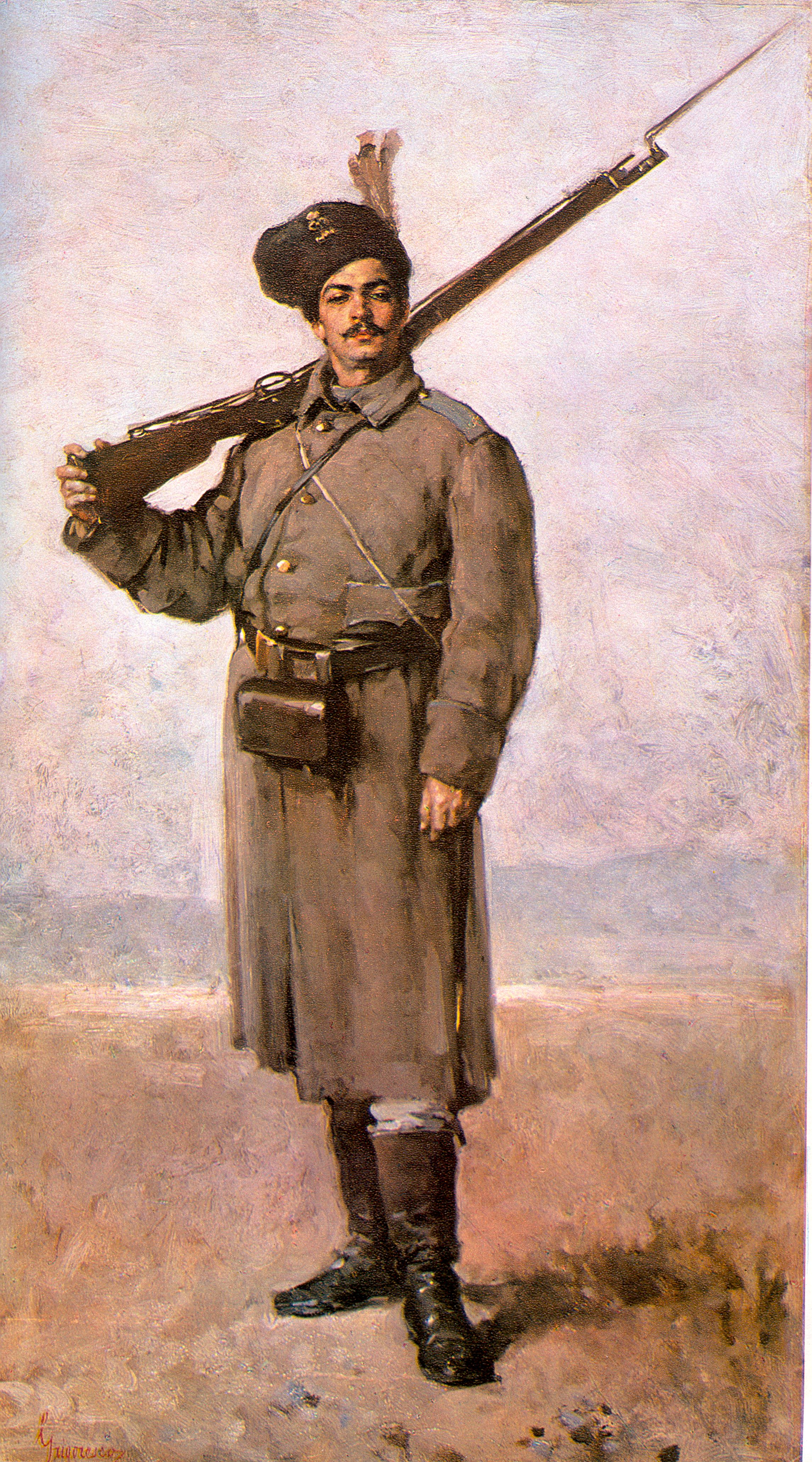
Dorobanțul
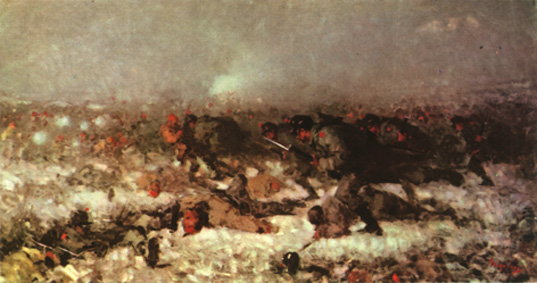
Bataille de Smârdan
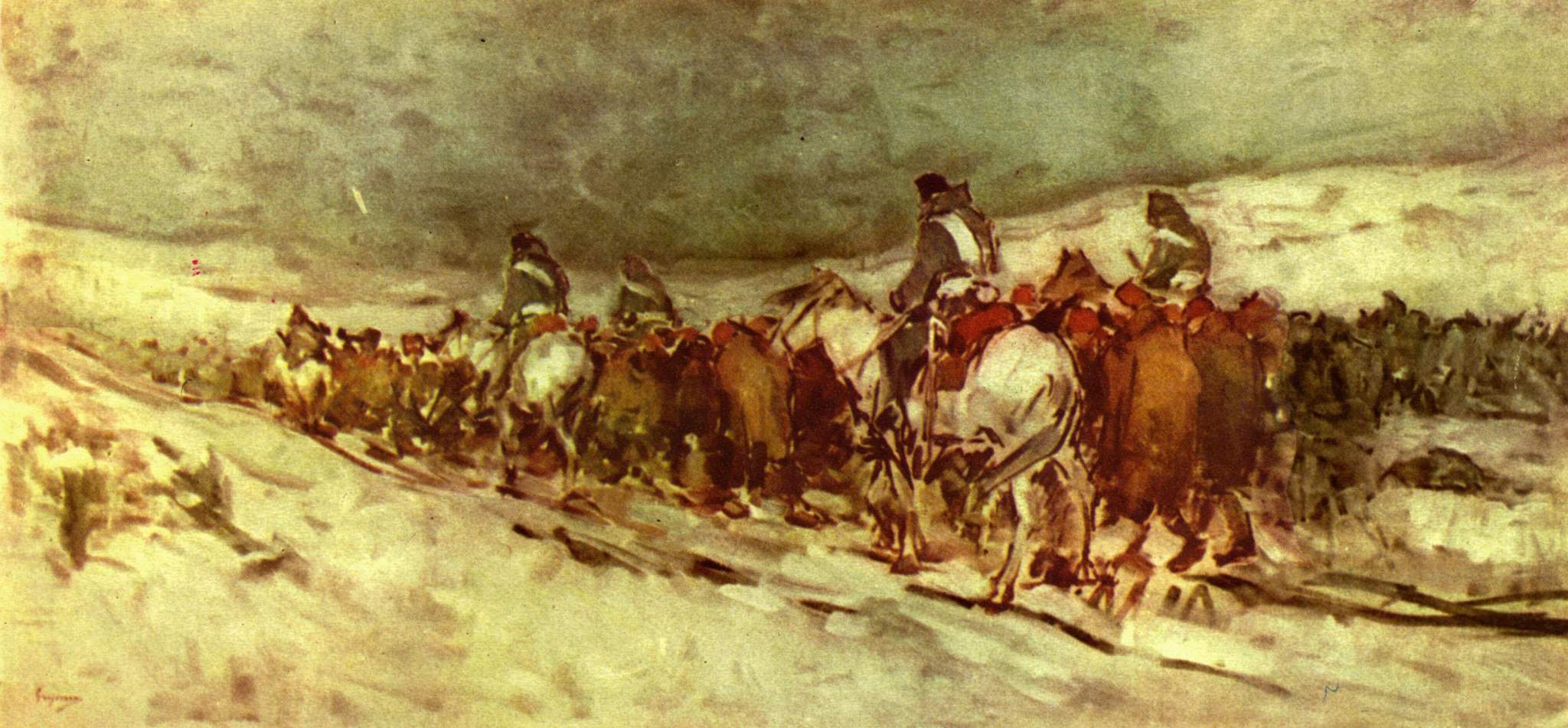
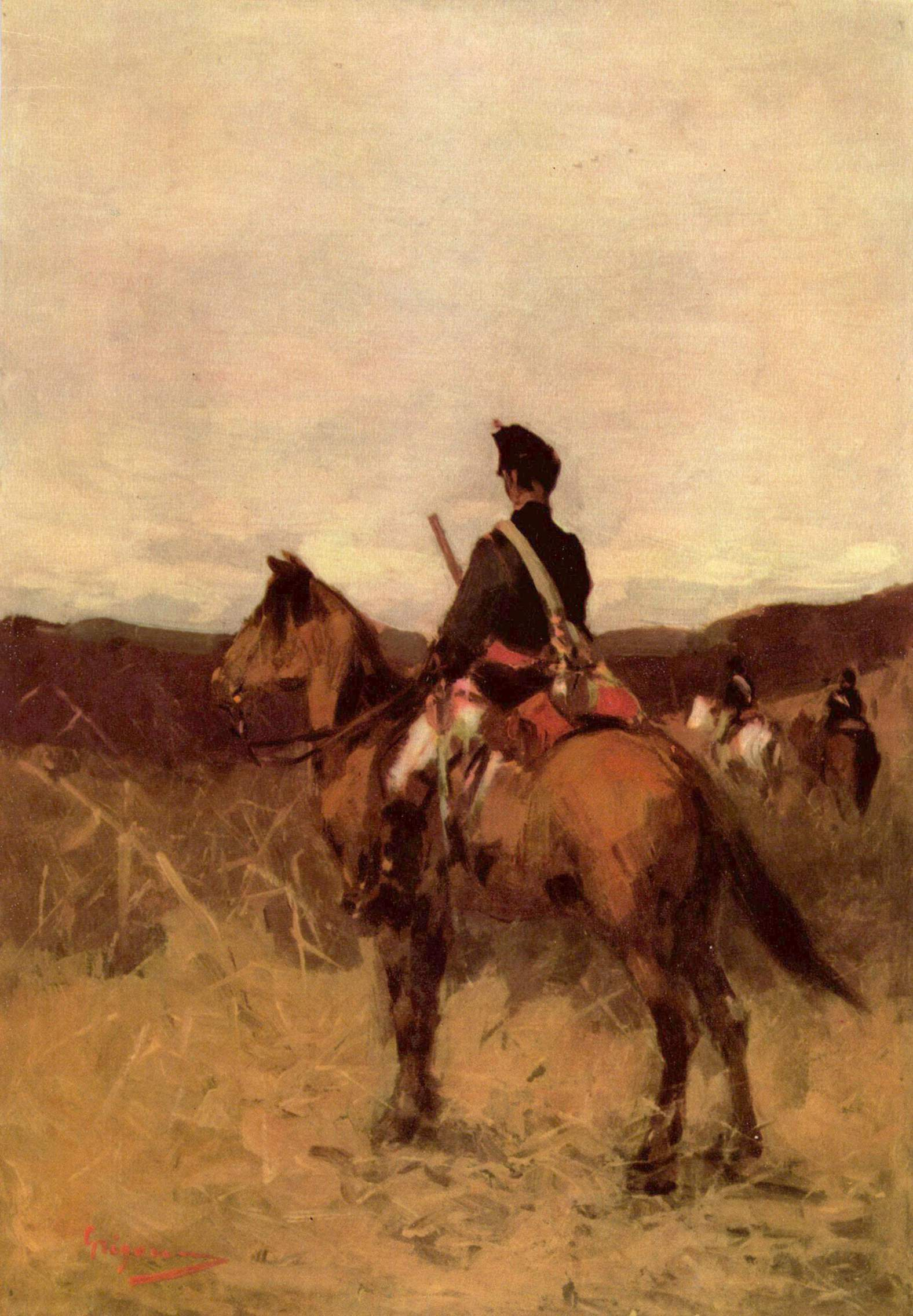
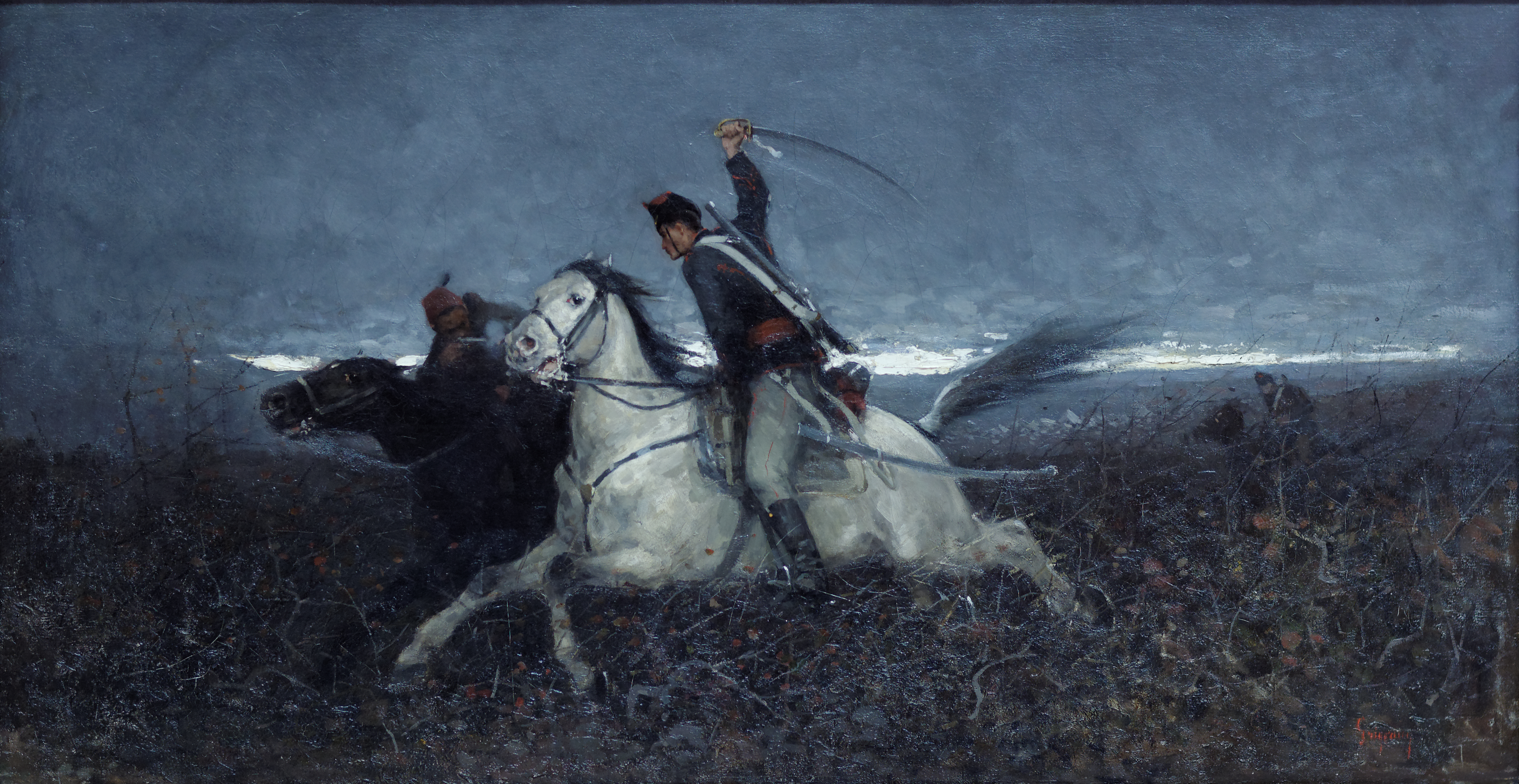
L'espion (1877)

#### Le Portrait
Grigorescu a été avant tout un grand portraitiste, qu'il s'agisse d'Autoportrait ou des portraits de paysans roumains ou français, des soldats, il y excelle avec des touches sensibles de son pinceau. L'un des plus remarquables portraits est celui du Juif à l'oie qui se trouve au musée national d'Art de Roumanie, Bucarest.
- Portrait de jeune paysanne roumaine, 1896, huile sur toile, 33 × 24 cm, Musée des Beaux-Arts d'Agen[1]
- Portrait de jeune fille au bonnet blanc, huile sur bois, 18 × 44 cm, Musée des Beaux-Arts d'Agen[2]

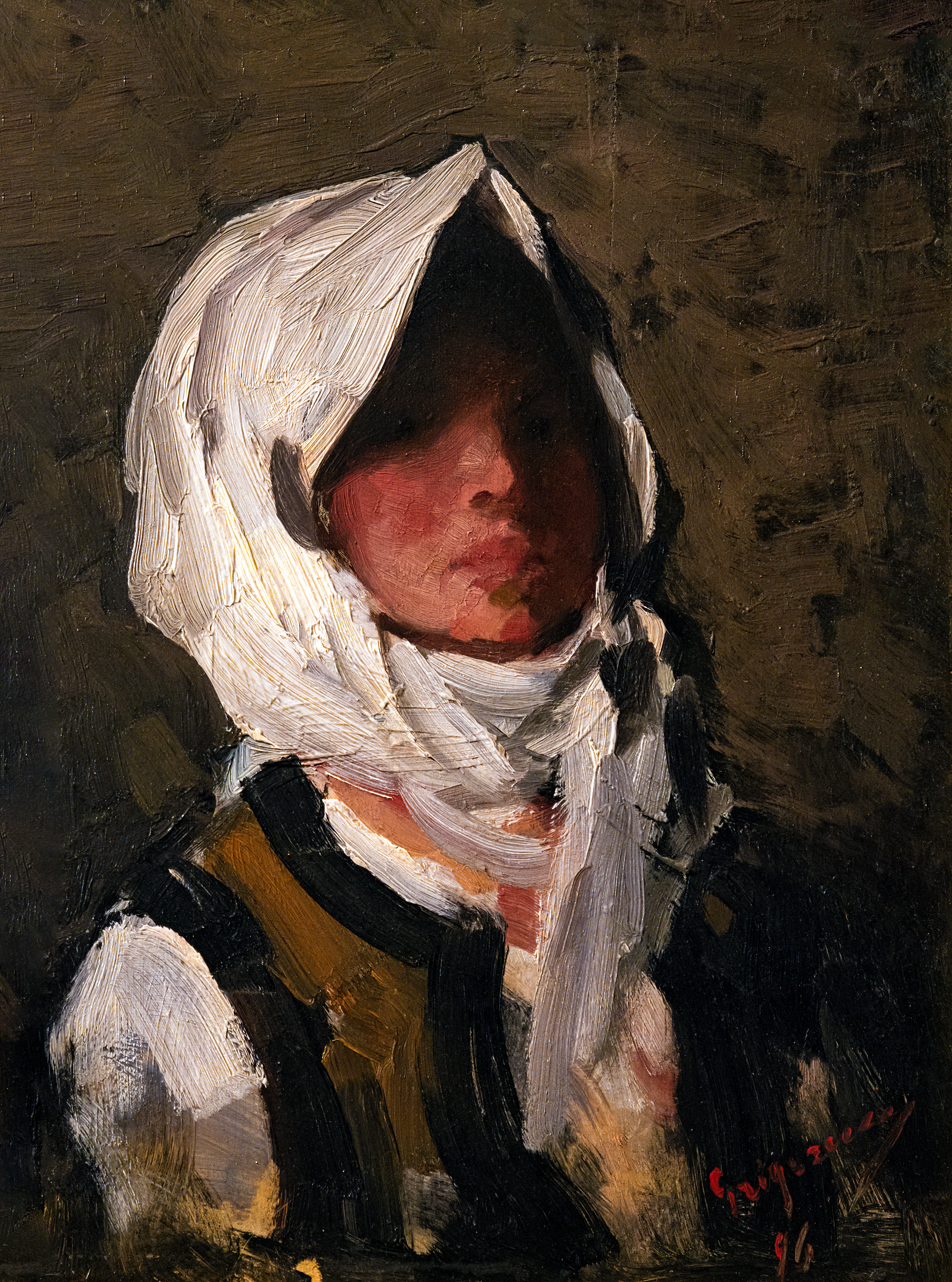
Portrait de jeune paysanne, 1896 (son épouse)
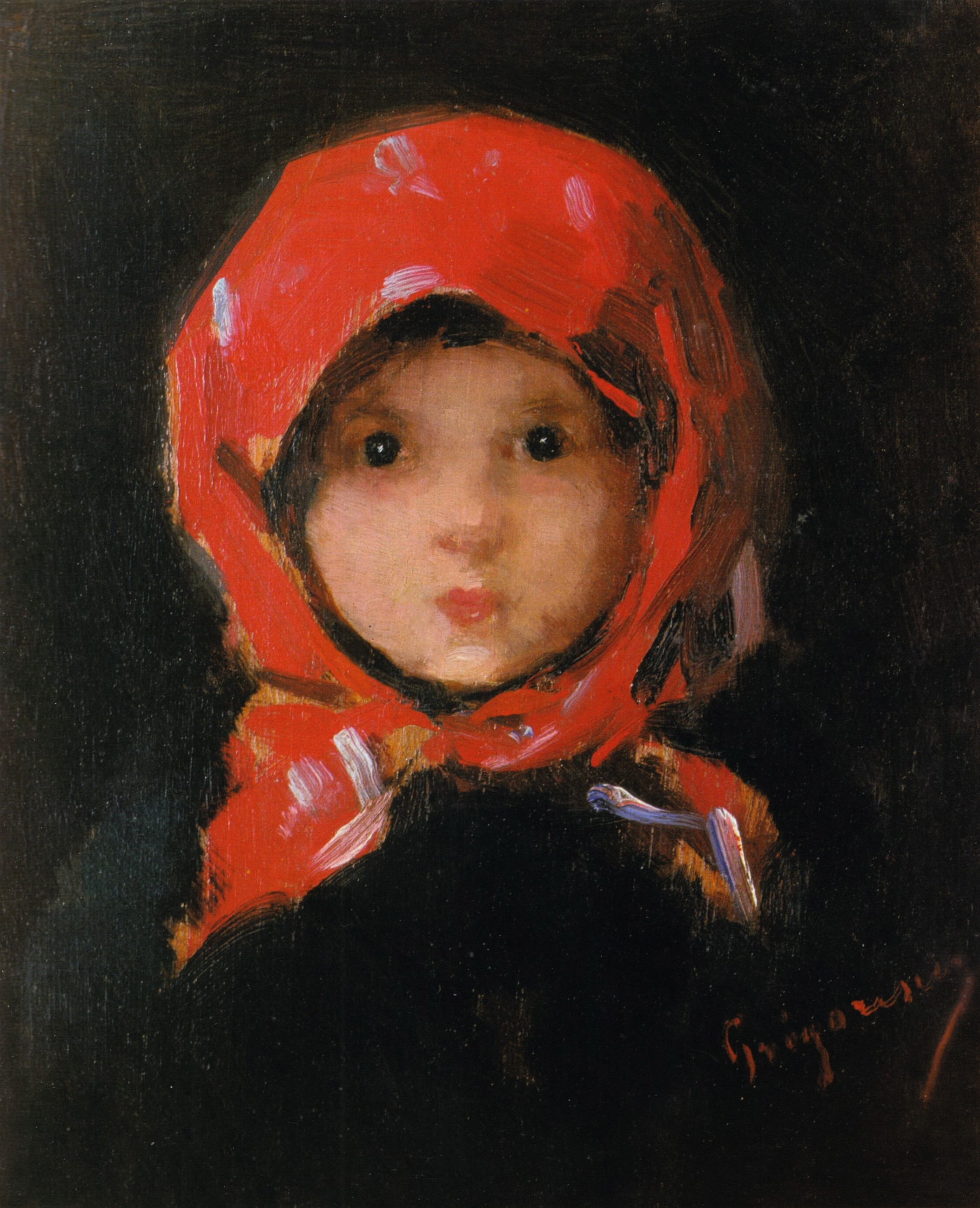
Portrait d'une petite fille
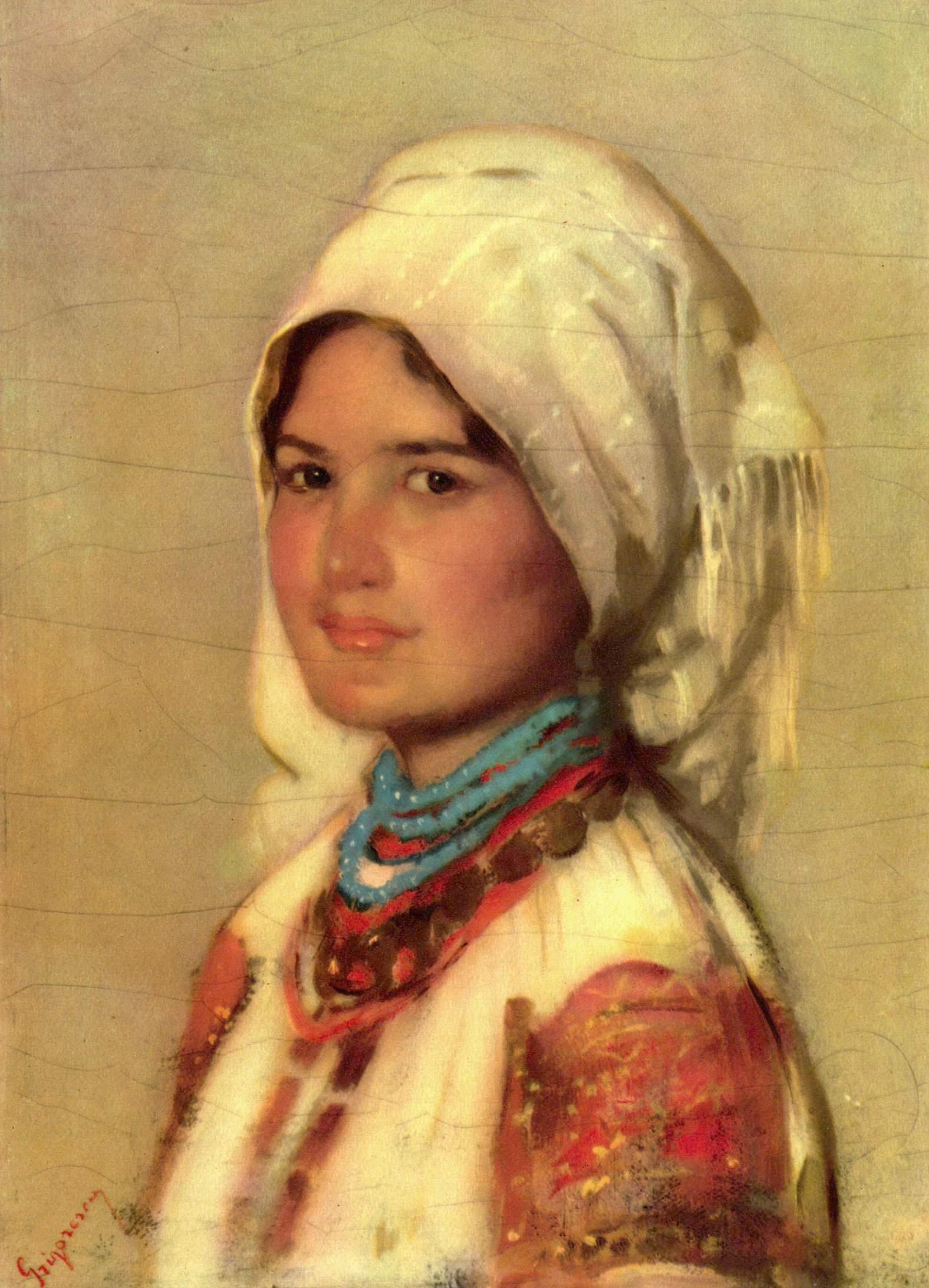
Paysanne au foulard (1885)
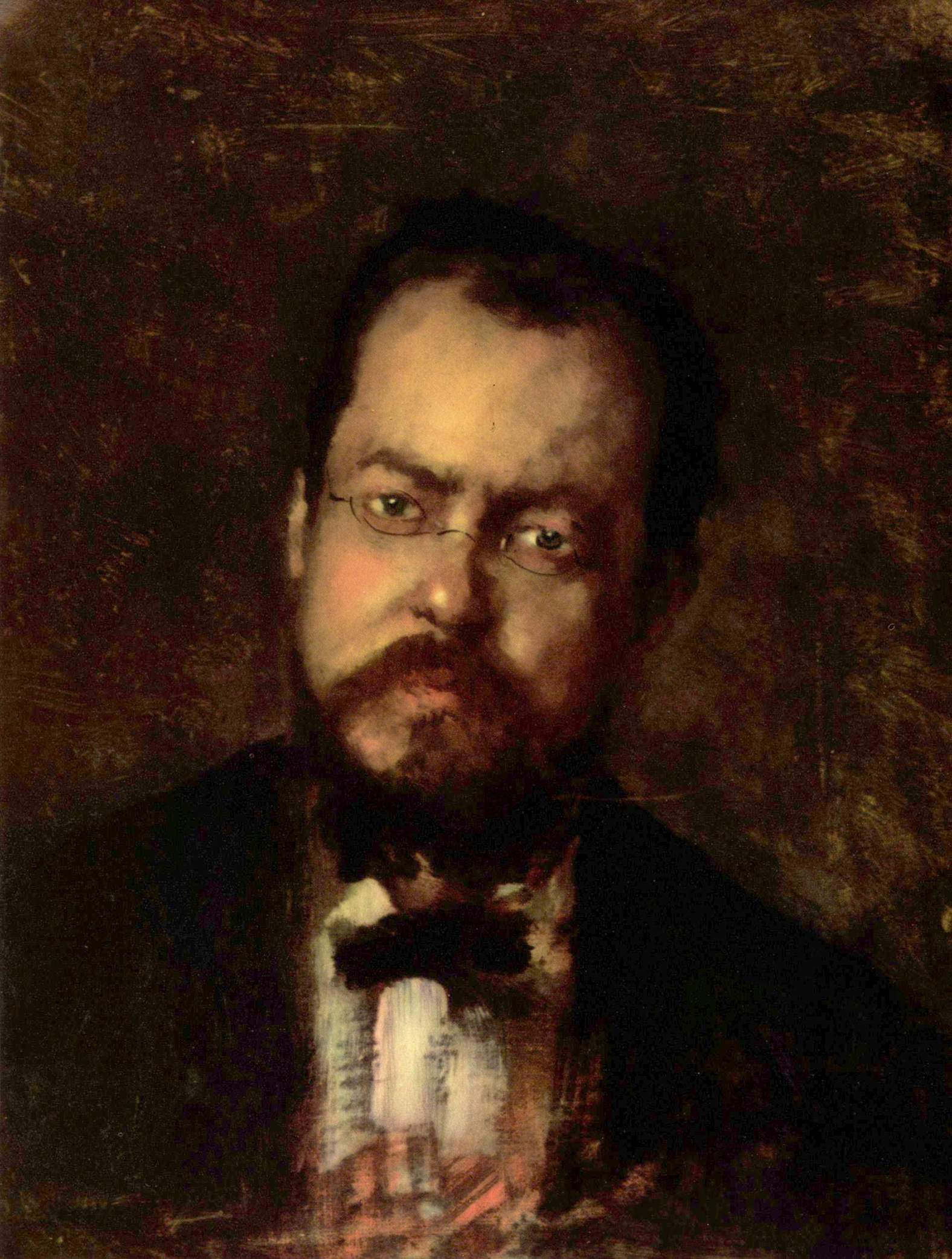
Portrait de Laforce
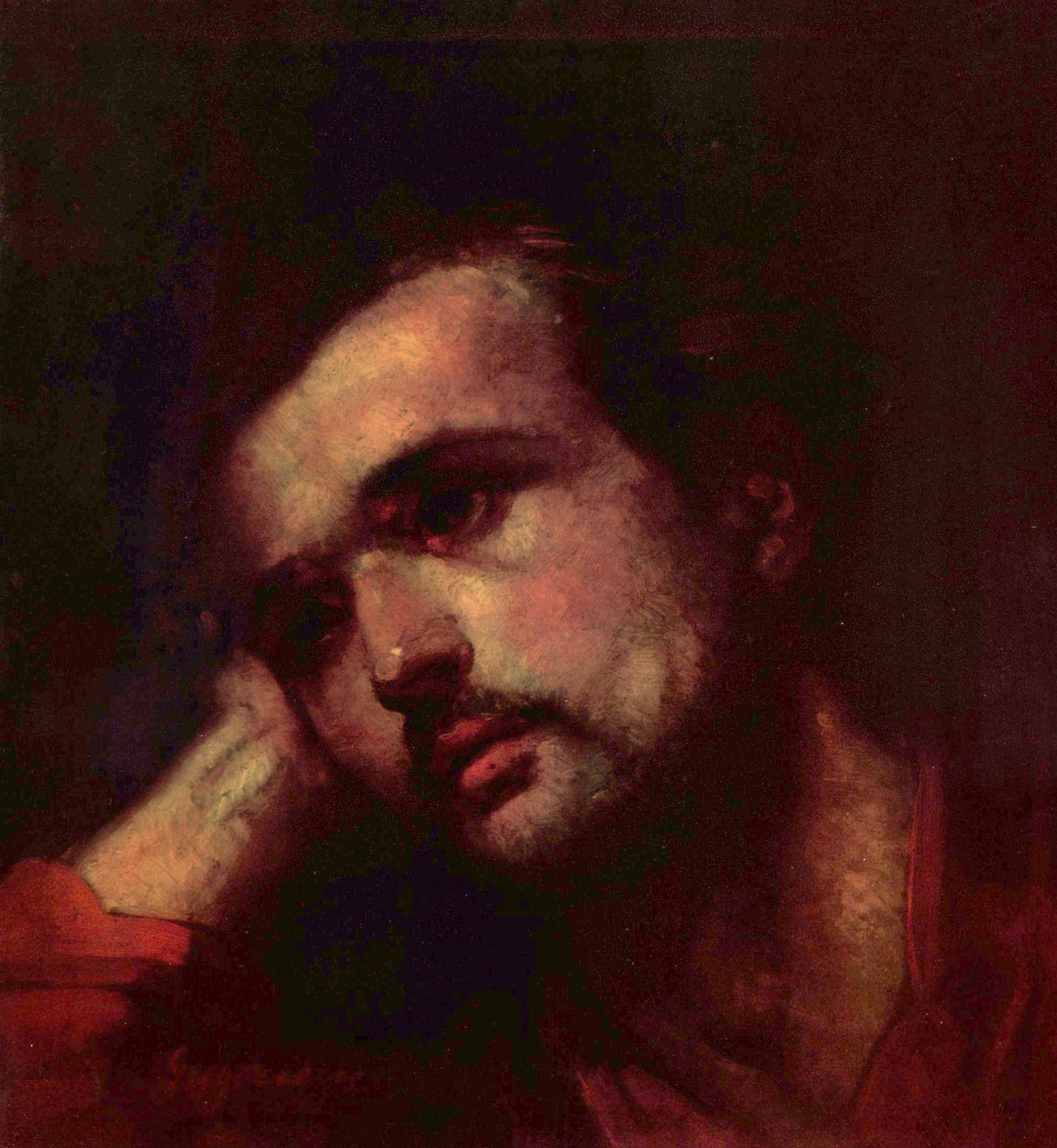
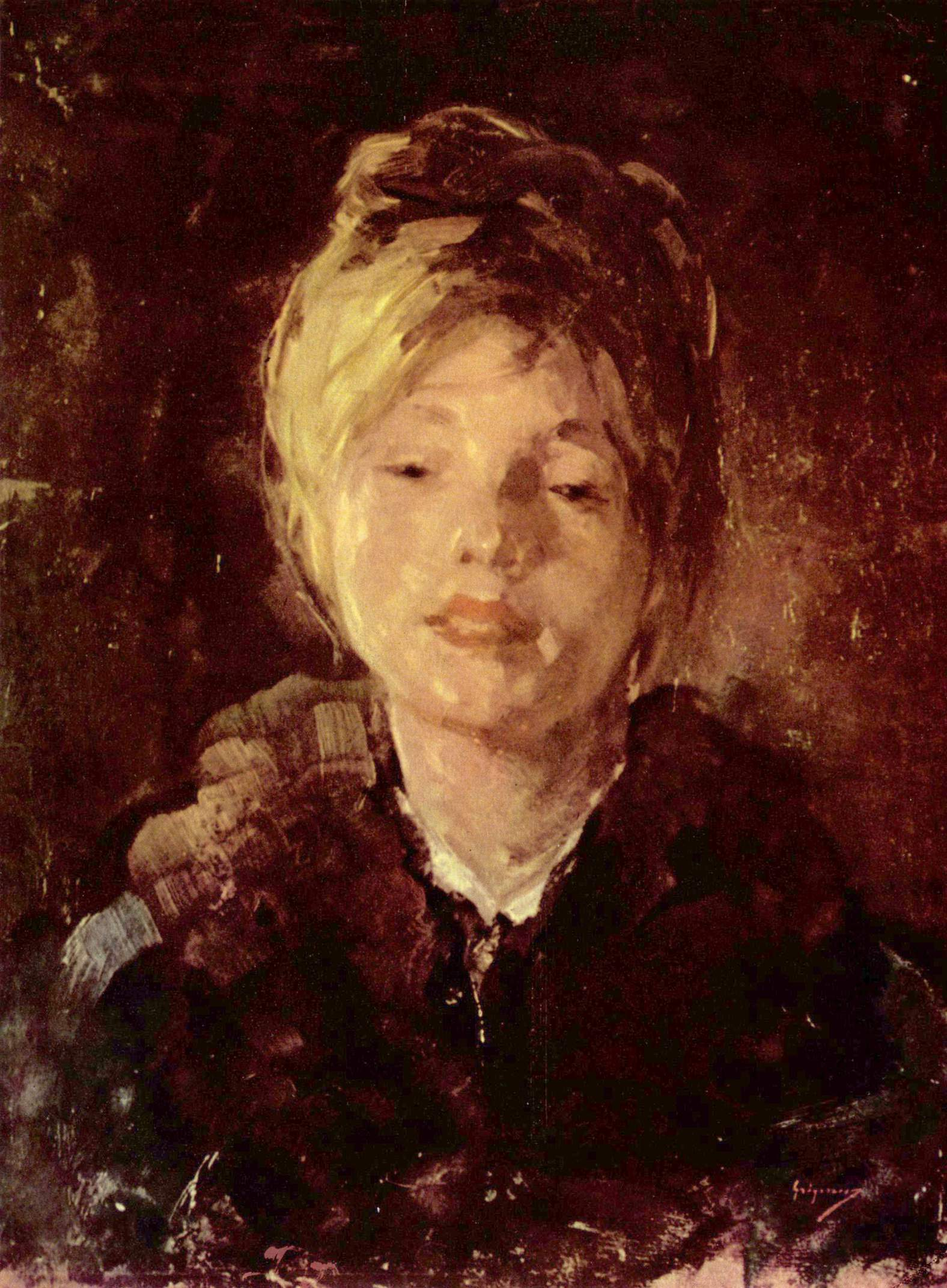
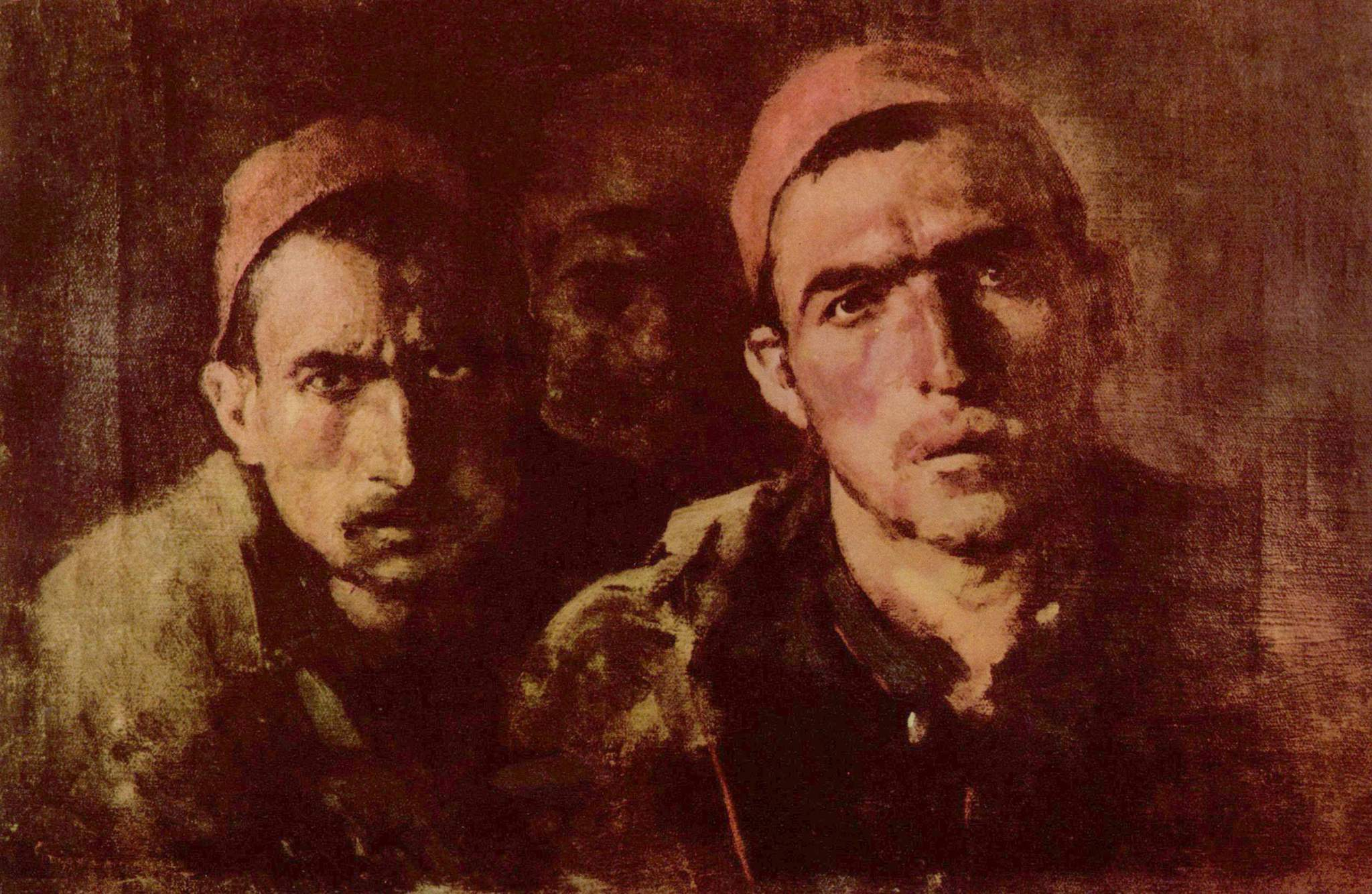

## Musées recommandés

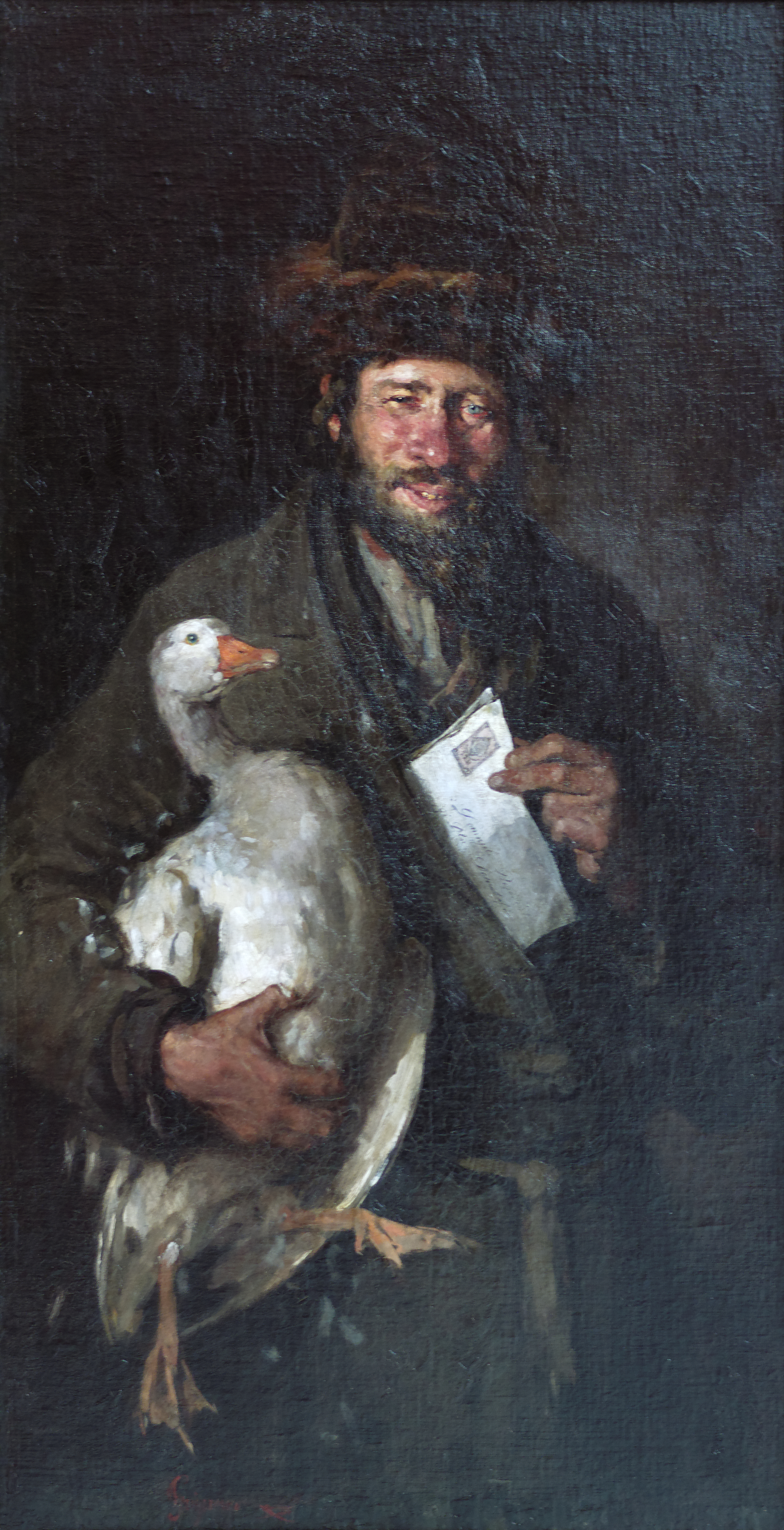
Marchand de volailles ashkénaze tenant une oie et sa licence de vente, coiffé d'un spodik et vêtu d'un caftan, 1880

- Musée national d'Art de Roumanie, Bucarest
- Collection du Musée Zambaccian, Bucarest
- Musée Mémorial “Nicolae Grigorescu”, Câmpina
- Musée des Beaux-Arts de Cluj
- Musées d'Art, Craiova, Brașov, Iași
- Musée des Beaux-Arts, Agen

## Gobelins
Une fabrique de tapisseries de Timișoara, Hudemas, produit des toiles reproduisant des tableaux de Grigorescu.